# Iphiaulax domdamiensis
Iphiaulax domdamiensis är en stekelart som beskrevs av Cameron 1907. Iphiaulax domdamiensis ingår i släktet Iphiaulax och familjen bracksteklar. Inga underarter finns listade i Catalogue of Life.